# Mariana Beauchamp Jodoin
Pour les articles homonymes, voir Beauchamp et Jodoin.
Mariana Beauchamp Jodoin (née le 29 novembre 1881 à Montréal, décédée le 4 janvier 1980) est une femme politique québécoise. Elle a été sénatrice libérale pour la division de Saurel au Sénat du Canada du 19 mai 1953 au 1er juin 1966.
Elle fut la première femme francophone au Canada à devenir membre du Sénat. Sa sépulture est située dans le Cimetière Notre-Dame-des-Neiges, à Montréal.